# Portimonense SC
Der Portimonense Sporting Clube ist ein Fußballverein aus der portugiesischen Stadt Portimão im Süden des Landes.
Der Verein spielte ab der Saison 2004/05 in der 2. portugiesischen Liga, der Segunda Liga, und stieg in der Saison 2009/10 als Zweitplatzierter in die SuperLiga auf. Nach dem Abstieg aus der Primeira Liga 2010/11 beendete Portimonense die Zweitligaspielzeit 2011/12 auf dem letzten Tabellenplatz, konnte aber, da der Erstliga-Absteiger União Leiria sowie der Drittligameister Varzim SC nicht die Aufnahmebedingungen des Ligaverbands erfüllten, in der Segunda Liga verbleiben. Seit der Saison 2017/18 spielt der Verein wieder erstklassig.

## Trainer
- Víctor Manuel Olivera (1985–1987, 2016–2018)
- José Augusto Torres (1988–1989, 1994–1995)
- Paulo Sérgio (2020–)